# Nefutbol
Pour plus de détails, voir Fiche technique et Distribution.
Nefutbol (Нефутбол) est un film russe réalisé par Maxime Svechnikov, sorti en 2021,,,.

## Fiche technique
- Photographie : Kirill Begichev
- Musique : Dmitri Emelianov
- Décors : Elizaveta Golovina